# Nijo
Imperador Nijo (31 de julho de 1143 — 5 de setembro de 1165) foi o 78º imperador do Japão, na lista tradicional de sucessão.

## Vida
Antes da sua ascensão ao Trono do Crisântemo seu nome era Morihito e era o filho mais velho do imperador Go-Shirakawa e de Minamoto no Atsushiko.
Nijo reinou de 1158 a 1165 . No terceiro ano do reinado de Go-Sirakawa  este abdicou; e a sucessão foi recebido pelo seu filho Morihito. Pouco tempo depois, o Imperador Nijō ascendeu ao trono. Após Nijō ser formalmente entronizado, a gestão de todos os assuntos continuou inteiramente nas mãos de Go-Shirakawa.
Logo no início de seu reinado que ocorreu a Rebelião Heiji entre os clãs samurai, Taira e  Minamoto em 1159, iniciada justamente por grupos contrários ao governo de clausura de Go-Shirakawa. No final do episódio a vitória dos Taira (Heike) agravou a rivalidade com os Minamoto (Genji) que levou às Guerras Genpei.
O filho pequeno do Imperador Nijō, Nobuhito foi nomeado príncipe herdeiro em 1165. Neste mesmo ano, o sétimo ano de seu reinado, Nijō tem uma grave doença e abdica; a sucessão foi recebida por Nobuhito. Pouco tempo depois, o Imperador Rokujo ascende ao trono.
Em 5 de Setembro de 1165 Nijō morre aos 22 anos de idade. É tradicionalmente venerado em um memorial no santuário xintoísta em Quioto. A Agência da Casa Imperial designa este local como Mausoléu de Nijō. E é oficialmente chamado Koryu-ji no Misasagi.

## Daijō-kan
- Kanpaku, Fujiwara no Motozane  mandato 1158 a 1165.[3]
- Sadaijin, Fujiwara no Motofusa, mandato 1165 a 1166
- Sadaijin, Fujiwara no Motozane, mandato 1160 a 1164.[3]
- Sadaijin, Fujiwara no Koremichi, mandato 1158 a 1160
- Udaijin,  Fujiwara no Tsunemune,  mandato 1164 a 1165
- Udaijin,  Fujiwara no Motofusa,  mandato 1161 a 1164
- Udaijin,  Fujiwara no Motozane,  mandato 1158 a 1160
- Naidaijin, Fujiwara no Yoshi,  mandato 1164 a 1165
- Naidaijin, Fujiwara no Motofusa,  mandato 1160 a 1161
- Naidaijin, Sanjō Kiminori,  mandato 1158 a 1160